# Ranworth
Ranworth – wieś w Anglii, w hrabstwie Norfolk, w dystrykcie Broadland. Leży 15 km na północny wschód od Norwich i 171 km na północny wschód od Londynu.